# John Fairbrother
John Fairbrother (16 tháng 8 năm 1917 – tháng 10 năm 1999) là một thủ môn bóng đá người Anh, được biết đến nhiều nhất khi thi đấu cho Newcastle United một thời gian ngắn sau Thế chiến thứ hai khi vô địch Cúp FA 1951 trước Blackpool. Cậu của ông, George Harrison thi đấu cho Everton và đội tuyển Anh.
Ông trở thành huấn luyện viên của Maccabi Petah Tikva năm 1958, ở lại đến tháng 1 năm 1959.